# پراجاپاتی (فیلم ۲۰۰۶)
پراجاپاتی (انگلیسی: Prajapathi، به معنای «ارباب مردم») یک فیلم درام اکشن به زبان مالایالم محصول سال ۲۰۰۶ است که توسط رینجیت نوشته و کارگردانی شده است. این فیلم با نقش‌آفرینی بازیگرانی چون مَموتی، صدیق, سرینیواسان, ندومودی ونو، و تیلاکان ساخته شده است. موسیقی متن آن را تِج مِروین ساخته است و این اثر، نخستین حضور ادیتی رائو حیدری در یک فیلم بلند سینمایی را رقم می‌زند. فیلم‌برداری آن در نزدیکی منطقهٔ گوپی‌چتی‌پالایام در ایالت تامیل نادو انجام شده است.